# 隣組

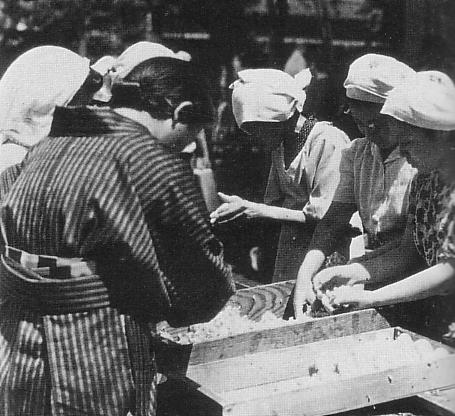
隣組による炊き出し

隣組（となりぐみ）は、概ね第二次世界大戦下の日本において各集落に結成された官主導の銃後組織である。大政翼賛会の末端組織町内会の内部に形成され、戦争総動員体制を具体化したものの一つである。地域により、隣保、組、班、最寄などの呼び方がある。

## 概要
もともと江戸時代に五人組・十人組という村落内の相互扶助的な面もある行政下部組織が存在していて、この慣習を利用したものでもある。
日中戦争やヨーロッパで始まった第二次世界大戦に対応して行われることになった国家総動員法、国民精神総動員運動、選挙粛正運動と並び、前年に決定し、1940年（昭和15年）9月11日に内務省が訓令した「部落会町内会等整備要領（内務省訓令第17号）」（隣組強化法）によって制度化された。
要領で謳われた目的は
1. 隣保団結の精神に基づき市町村内住民を組織、結合し、万民翼賛の本旨に則り地方共同の任務を遂行せしむること。
2. 国民の道徳的錬成と精神的団結をはかる基礎的組織たらしむ。
3. 国策をあまねく国民に透徹せしめ、国政全般の円滑なる運用に資せしむること。
4. 国民経済生活の地域的統制単位として、統制経済の運用と国民生活の安定上必要な機能を発揮せしむること。

具体的には10軒前後の世帯を一組とし、団結や地方自治の進行を促し、戦時下の住民動員や物資の供出、統制物の配給、空襲での防空活動などを行った。
基本的に世帯全員を隣組組織に組み入れたため、1941年（昭和16年）3月時点の隣組の数は120万に達した。普及するにつれ隣組は大政翼賛会の下部組織の如く解釈され、各種団体の活動に利用される例も見られたため、同年、内務省は改めて「隣組は大政翼賛会の下部組織ではない」と否定した上で、解釈と運用方針を明らかにした。しかしながら一方で、隣組を翼賛運動の基礎組織と位置付けたため、結果的に同調圧力を通じた思想統制や住民同士の監視の役目を担うこととなった。
戦後の1947年（昭和22年）4月1日、連合国軍最高司令官総司令部により行政組織としての隣組は廃止されたが、21世紀においてもなお隣組や町内会は多くが残存し、回覧板などの活動形式を色濃く残している。
実質的に町内会の下部組織であり、各組（班）毎に町費の徴収を行ない、区長に町費を納めている。

### 列車における隣組
空襲時における車内の秩序維持、混乱防止のため車内隣組が結成された。1両ごとに、乗客中で軍人や官吏、年長者から隣組長（1名）副隣組長（1名ないし2名）が車掌によって指名され、指名された者は紙製の腕章をつけ、座席にはその旨が掲示された。
組長は乗車マナーや防諜を他の乗客に指導するほか、警報が発令されると車掌から組長に伝達され組長は車内に通知し、組長は乗客へ指示を伝達する。乗客は窓を開け鎧戸やカーテンを締め荷物は落下防止のため網棚からおろし鉄兜や防空頭巾を着用し腰掛けをはずして窓に立てかけ低い姿勢で防御する。停車した時もみだりに下車せずに、係員の指示に従うようにされた。

### アジア諸国における隣組制度
隣組制度は日本国内だけでなく、旧日本軍が占領していたアジア諸国にもある。インドネシアのルコン・タタンガ（Rukun Tetangga 略称：RT）、韓国の愛国班、フィリピンのバランガイなどである。日本軍が命令して作らせたり、その国ではすたれていた制度を復活させたりしたものである。インドネシアの隣組制度の詳細については、「日本占領時期のインドネシア」の「隣組・字常会」を参照のこと。
中国にも春秋戦国時代末期の什伍の制に始まり、保甲制度や明・清代の里甲制を含む隣保制（隣組制度）がある。